# IC 2843
IC 2843 је патуљаста галаксија у сазвјежђу Лав која се налази на листи објеката дубоког неба у Индекс каталогу.
Деклинација објекта је + 13° 11' 2" а ректасцензија 11h 27m 58,1s. Привидна величина (магнитуда) објекта IC 2843 износи 14,8 а фотографска магнитуда 15,4. IC 2843 је још познат и под ознакама CGCG 67-81, PGC 35284.